# Maud Worcester Makemson
Maud Worcester Makemson (Center Harbor, Nou Hampshire, 16 de setembre de 1891 - Weatherford, Texas, 25 de desembre de 1977) fou una especialista en arqueoastronomia. Va dirigir l'Observatori Vassar College durant el període 1936-1957, càrrec en el qual va succeir Caroline Furness. Es va interessar pel coneixement astronòmic no occidental, tema sobre el qual va escriure una sèrie de monografies, i va col·laborar també amb Robert M. L. Baker Jr.. A més, va treballar en selenografia i va desenvolupar un sistema perquè els astronautes situessin amb precisió la seva posició sobre la Lluna.Durant els seus 86 anys de vida va aconseguir amb èxit la transició de mestressa de casa a professora d'astronomia i posteriorment a consultora per a la NASA.Durant una època, fou professora d'astronomia de Vera Rubin, astrònoma estatunidenca pionera en el mesurament de la rotació de les estrelles dins d'una galàxia.

## Biografia
Va néixer amb el nom de Maud Lavon Worcester el 1891 a Center Harbor, New Hampshire. Era filla d'Ira Eugene i Fannie Malvina (Davisson com a cognom de soltera) Worcester. Va estudiar els clàssics a la Boston Girls Latin School, on es graduà el 1908, i posteriorment al Radcliffe College. Es va familiaritzar amb el llatí, grec, francès, alemany, castellà, italià, japonès i xinès. Després de passar un any a Radcliffe, va començar una etapa en la qual es va dedicar a ensenyar en una escola rural d'una sola aula a Sharon, Connecticut.
El 1911, es va mudar amb la seva família a un ranxo a Pasadena, Califòrnia, on va conèixer el granger Thomas Emmet Makemson, amb qui es va casar el 1912, amb qui posteriorment es traslladaria a Arizona. En els primers anys de matrimoni, la parella va tenir una filla (Lavon, nascuda el 1913) i dos fills (Donald, nascut el 1915 i Harris, nascut el 1917). Es va aventurar en una carrera com a escriptora, i va treballar com a periodista a Bisbee el 1918, al mateix temps que el seu marit s'unia al Cos de Marines dels Estats Units. En aquest any, va publicar dues obres originals. El 1919, ella i Thomas es van divorciar.
El seu interès per l'astronomia, i el canvi en la seva vida, va sorgir el 1921, quan Maud va presenciar una rara exhibició d'aurores a Arizona, la qual cosa la portaria a començar els seus estudis d'astronomia.
Va tornar a Califòrnia i va ensenyar A l'escola mentre feia cursos de correspondència i classes d'estiu per obtenir l'admissió a la Universitat de Califòrnia. Va obtenir el títol de batxiller per l'UCLA el 1925, seguit d'un doctorat per la Universitat de Califòrnia a Berkeley el 1930.
De 1930 a 1931 va treballar com a instructora d'astronomia a la Universitat de Califòrnia, i de 1931 a 1932 va estar ensenyant matemàtiques i astronomia al Rollins College, a Winter Park, Florida. Posteriorment, entraria a la facultat del Vassar College com a professora ajudant d'astronomia, i més endavant es convertiria en presidenta del departament d'astronomia i directora de l'observatori. Va romandre un quart de segle al Vassar College i fou la primera persona membre de la facultat d'astronomia que no havia estat estudiant de Maria Mitchell.
Fou directora de l'observatori de centre des de 1936, presidenta del departament d'astronomia des de 1941 i professora titular des de 1944. Es va retirar el 1957.
En jubilar-se com a professora, va tornar a Califòrnia, i va ensenyar astronomia i astrodinàmica a l'UCLA i el 1960 va ser coautora, amb Robert M. Baker, del llibre "Introducció a l'astrodinàmica". La col·laboració amb Baker va portar a Maud (ja professora, periodista, astrònoma, directora d'observatori i antropòloga) a una altra carrera més: investigació espacial amb els Laboratoris d'Investigació Aplicada de Dinàmica General a Fort Worth, Texas. Com a consultora del programa d'exploració lunar de la NASA, Maud va ajudar a resoldre un problema crític per als astronautes, publicat a la revista internacional "The Moon", amb el nom de "Determinació de posicions selenogràfiques" el 1971. Era un mètode aproximat per determinar la latitud i longitud selenogràfiques a partir de les altituds de les estrelles observades des de la superfície de la Lluna. Una troballa la necessitat pràctica de la qual semblava remota, però que amb el temps es va convertir en un factor essencial en cada estudi selenodètic.
A Vassar, Maud va manifestar un gran compromís amb el seu alumnat. Van calcular les òrbites d'una dotzena de planetes menors, un dels quals rebé el nom de "Vassar" i un altre "Maria Mitchell". Una de les seves alumnes, Vera Rubin, àmpliament reconeguda com la formuladora del concepte de matèria fosca, la recordava com "una mestra molt minuciosa, que exigia un treball d'alta qualitat a canvi. Podia ser molt franca si el treball no estava a l'altura dels seus estàndards". A més, Vera Rubin reconeixia que Mauda realitzava un gran esforç per conèixer al seu alumnat, amb una sèrie de reunions en el seu departament durant tot l'any, en les que els jocs de paraules i els jocs de números jugaven un paper destacat. En una ocasió va portar Vera i un company d'habitació al circ.
Makemson va morir el dia de Nadal del 1977, a Weatherford, Texas. El seu fill Donald E. Worcester (que va utilitzar el cognom original de la seva mare) va ser un autor i professor d'història a la Texas Christian University.
Makmeson fou membre de l'American Astronomical Society, l'American Association for the Advancement of Science (AAAS) i l'American Association of Variable Star Observers (AAVSO). També fou membre de l'American Association of University Professors (AAUP) i de les Daughters of the American Revolution (DAR).

## Principals contribucions
El 1935 va abordar un dels misteris astronòmics existents mentre era a Hawaii. Segons la llegenda local, en 1736, la nit en què va néixer el rei Kamehameha I de Hawai, una nova i misteriosa estrella, més tard coneguda com a Kokoiki, va escombrar el cel. Maud, treballant a partir dels relats precisos transcrits de fonts no escrites i contradient la llegenda just quan els hawaians preparaven el bicentenari de l'esdeveniment, va concloure que l'estrella era, en realitat, el cometa de Halley, que hauria estat visible exactament des de la ubicació anotada l'1 de desembre de 1758. La Societat Històrica de Hawaii va publicar "La llegenda de Kokoiki i l'aniversari de Kamehameha i" de Worcester en el seu informe anual de 1935, tot i que la data de naixement del rei segueix sense resoldre's.
Durant els anys 1941-1942, Maud va realitzar una beca Guggenheim per a l'estudi de l'astronomia maia. Les taules astronòmiques dels maies van ser publicades en 1943 per la Carnegie Institution for Science de Washington DC. La seva publicació "The Maya Correlation Problem", de 1946, va demostrar la correlació entre l'antic calendari maia els calendaris julià i gregorià. El 1948, va seguir el tema a la Universitat de Florida i a la Universitat de Califòrnia. Amb "El llibre del sacerdot Jaguar", de 1951, va presentar la seva controvertida traducció del "Llibre de Chilam Balam de Tizimín" del segle xvi, un dels únics registres supervivents de la vila itza de la península de Yucatán, Juntament amb una discussió dels descobriments de l'astronomia i la mitologia maia.
El 1954 va publicar un article al "Journal of Bible and Religion" anomemant "Astronomy in Primitive Religion", 
en el qual estenia la seva especulació sobre el poder de l'astronomia primitiva en la creença antiga. En aquest treball, explica una història d'un passat llunyà quan la religió incloïa l'adoració dels cossos celestes, amb evidències a la Xina, Mesopotàmia, l'antiga Roma, Grècia i Egipte. Maud es va basar en el treball de l'arqueòleg pioner francès Marcel Baudouin en analitzar un mapa de les estrelles de l'Ossa Major i de la constel·lació del Bover, inclosos en un amulet d'eriçó de mar fossilitzat, que data de l'edat de pedra del nord d'Europa. Maud afirmava que la representació de l'Ossa Major a l'amulet era notable per dues raons: primer perquè les posicions relatives de les estrelles apunten a una antiguitat molt gran per a l'amulet; i segon, perquè el gravador s'havia esforçat per indicar la diferència en la brillantor de les estrelles, en variar la mida de les cavitats.
Maud va ajudar a resoldre un problema crític per als astronautes, publicat a la revista internacional "The Moon" amb el nom de "Determinació de posicions selenogràfiques", el 1971. L'esfera estel·lar lunar, amb un gir imperceptible, proporciona un sistema de referència sempre disponible i que mai no es fa fosc per les pertorbacions atmosfèriques o per la llum solar difusa. Però els astronautes de l'Apollo van informar que, en estar sobre la superfície de la Lluna no podien veure les estrelles, excepte amb una mica d'ajuda òptica. La solució que va plantejar Maud al problema (en 1964-1965) es va convertir en una forma perquè els astronautes determinessin les seves posicions a la Lluna quan no podien fer servir la ràdio o radar. Podien introduir les coordenades de tres o més estrelles en un ordinador i un programa convertiria les coordenades geocèntriques o centrades en la Terra en un mapa selenocèntric o basat en la Lluna.

## Publicacions
Va escriure monografies sobre el coneixement astronòmic no occidental:
- "The Morning Star Rises: An Account of Polynesian Astronomy" el 1941[8]
- "The Astronomical Tables of the Maya" el 1943[9]
- "The Maya Correlation Problem" el 1946,[10]
- "The Book of the Jaguar Priest" el 1951 (una traducció d'un text de segle xvi).[11]

En col·laboració amb el físic Robert ML Baker, Jr. va escriure la monografia "Introduction to Astrodynamics" (1960).